# Muhammad al-Ghannuszi
Muhammad al-Ghannuszi (arab. محمد الغنوشي, Muḥammad al-Ghannūshī; fr. Mohamed Ghannouchi; ur. 18 sierpnia 1941 w Susie) – tunezyjski polityk, w latach 1992−1999 minister kontaktów i inwestycji międzynarodowych, w latach 1999−2011 premier Tunezji, w 2011 pełniący obowiązki prezydenta.

## Kariera
14 stycznia 2011 prezydent Tunezji Zajn al-Abidin ibn Ali zdymisjonował premiera al-Ghannusziego po ponad 11 latach zajmowania stanowiska szefa rządu. Było to reakcją na masowe protesty społeczne, jakie wybuchły w Tunezji w grudniu 2010 i trwały przez cały kolejny miesiąc. Jednak jeszcze tego samego dnia Ben Ali uciekł z kraju, a premier al-Ghannuszi ogłosił przejęcie obowiązków szefa państwa, oznajmiając, że prezydent jest czasowo niezdolny do pełnienia swoich obowiązków. 15 stycznia 2011 Rada Konstytucyjna stwierdziła trwałe opróżnienie urzędu prezydenta, a jego obowiązki zgodnie z konstytucją przejął przewodniczący parlamentu Fu’ad al-Mubazza. 17 stycznia stanął na czele nowo utworzonego rządu zgody narodowej, w którym znalazła się znaczna większość dotychczasowych ministrów. Pod naciskiem wciąż trwających demonstracji 27 stycznia usunął najbardziej skompromitowanych współpracowników byłego prezydenta i zapowiedział przeprowadzenie w ciągu pół roku wolnych wyborów. Zmiany nie zakończyły demonstracji i 27 lutego al-Ghannuszi podał się do dymisji. Tego samego dnia jego następcą został mianowany Al-Badżi Ka’id as-Sibsi.